# Synkretismus (Religionswissenschaft)

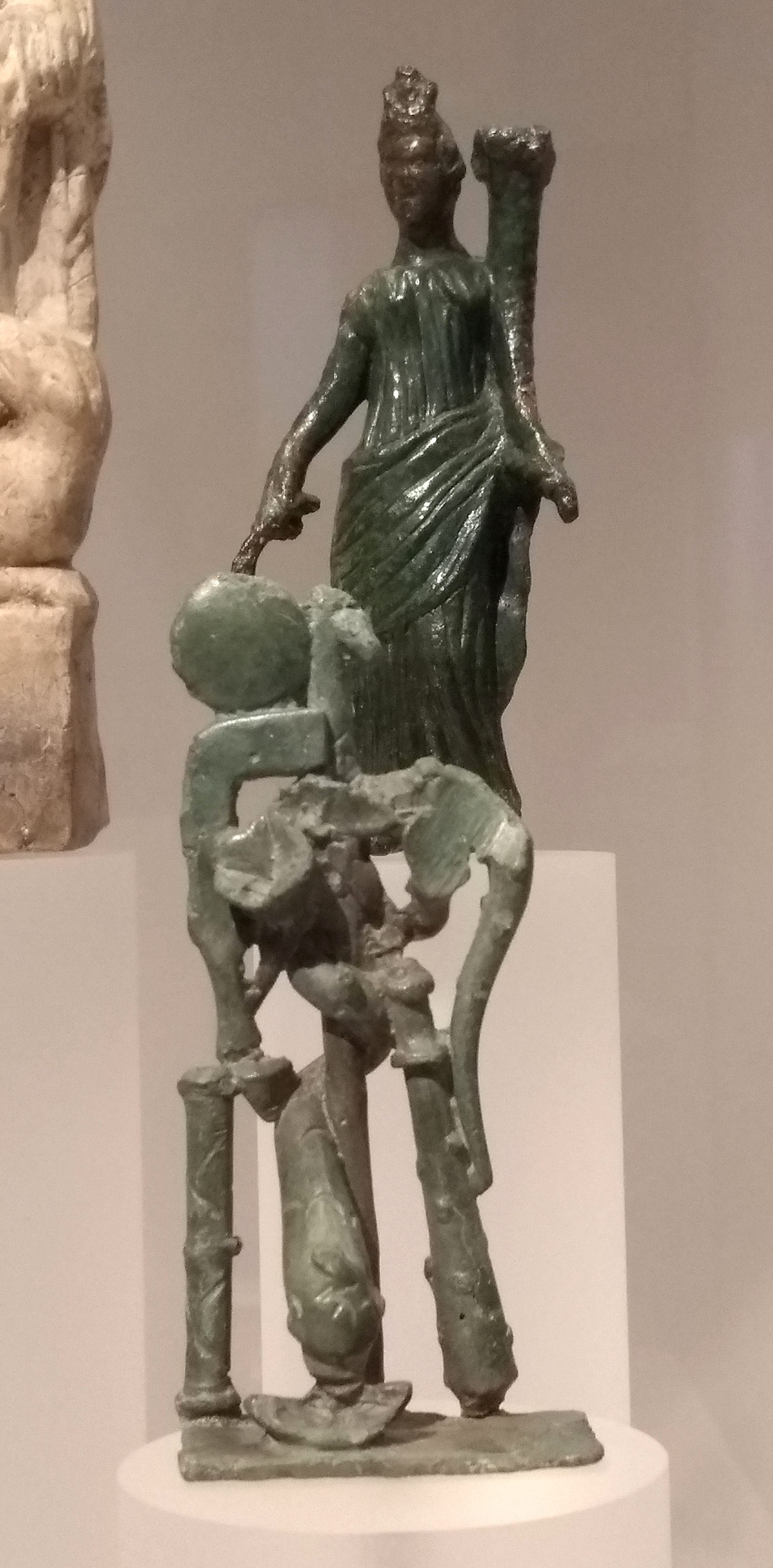
Antike Bronzeskulptur im Rheinischen Landesmuseum Bonn, die die Attribute diverser Götter vereint, um deren Wirkkräfte zu bündeln

Synkretismus bezeichnet in der Religionswissenschaft die Verbindung und Vermischung von Religionen oder religiösen Traditionen. Er ist eng verbunden mit der Erforschung der Geschichte der Religionen in der Zeit des Hellenismus und der Spätantike, in der es zu intensiven Religionskontakten kam, so beispielsweise mit der Erforschung der Gnosis und des Manichäismus. Weiterhin spielt der Begriff in Theologie und Missionswissenschaft eine Rolle, in deren Kontext er häufig mit einer negativen Wertung belegt war. In jüngster Zeit wird der Begriff „Synkretismus“ wieder verstärkt im Zusammenhang mit sogenannten Neureligiösen Bewegungen verwendet.

## Charakteristik
Jedes Denk- und Glaubenssystem bewegt sich zwischen den Extremen Dogmatismus und Veränderung. Neue Denk- und Glaubensvorstellungen entstehen durch allmähliche Abnutzung der alten bzw. der Entstehung von äußeren oder inneren Feindbildern oder aber infolge von plötzlich hereinbrechenden Naturkatastrophen, Migrationsbewegungen, militärischen Eroberungen, naturwissenschaftlichen Erkenntnissen etc. Von großer Bedeutung ist auch der Volksglaube, der durch Kontakte mit der Außenwelt einem beständigen Wandel unterliegt.
Positionen in der heutigen Religionswissenschaft betrachten ein gewisses Maß an Synkretismus als weit verbreitetes Phänomen, da dies eine naheliegende Folge des Umgangs mit Fremdheit oder Neuem ist. Diesem Vorgang wird daher umgangssprachlich oft eine gewisse „Natürlichkeit“ unterstellt. Aber sogar innerhalb einer Konfession treten praktisch Widersprüche und Ansichtsströmungen auf. Dieser Vorgang widerspricht jedoch dogmatischen Vorstellungen, die im Laufe der Zeit in manchen Religionsorganisationen (z. B. Kirchen) wachsen und einer Beliebigkeit entgegenwirken sollen. Monotheistische Religionen grenzen sich von synkretistischen Tendenzen in der Regel stärker ab als Religionen, deren innere Struktur ohnehin einen gewissen Pluralismus aufweist. Bei der im 3. Jh. in Persien entstandenen Religion des Manichäismus, deren Kennzeichen ein dualistisches System ist, in dessen mythologischem Beginn sich das Reich der Finsternis und das Reich des Lichtes gegenüberstehen, handelt es sich sogar um eine bewusst synkretistische Religion, die behauptete, alles bisherige Wissen aufgenommen zu haben und sich dem jeweiligen religiösen Umfeld anpasste (noch heute wird zum Beispiel eine Statue des Mani als Buddha verehrt). Erkenntnistheoretisch ist weder ein synkretistisches noch ein dogmatisches System naheliegender.

## Verbreitung

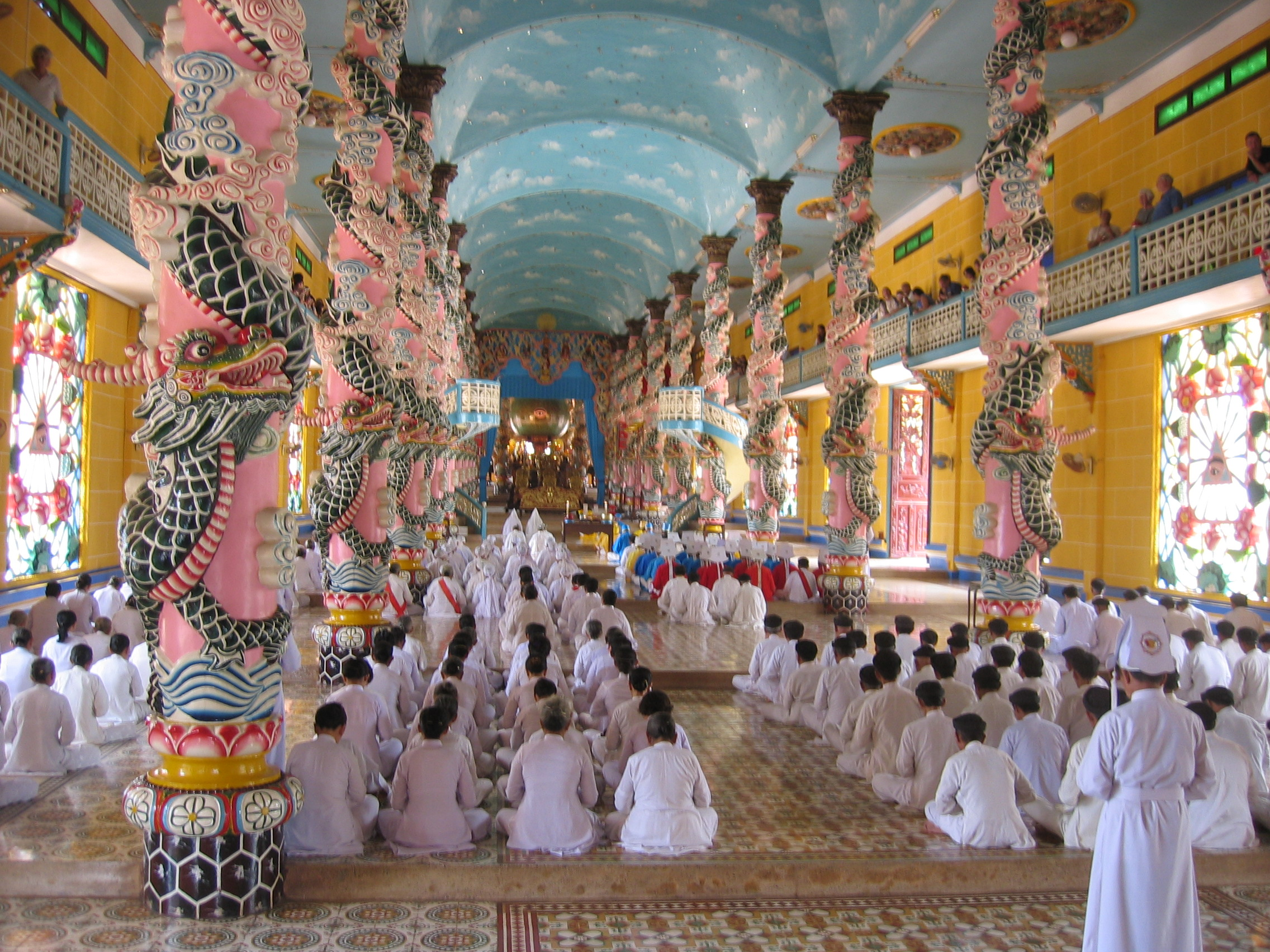
Der vietnamesische Caodaismus integriert unter anderem christliche Heilige, Moses, Mohammed, vietnamesische Nationalhelden, Konfuzius, Persönlichkeiten der europäischen Kulturgeschichte und das magische Auge. Tempel in Tây Ninh

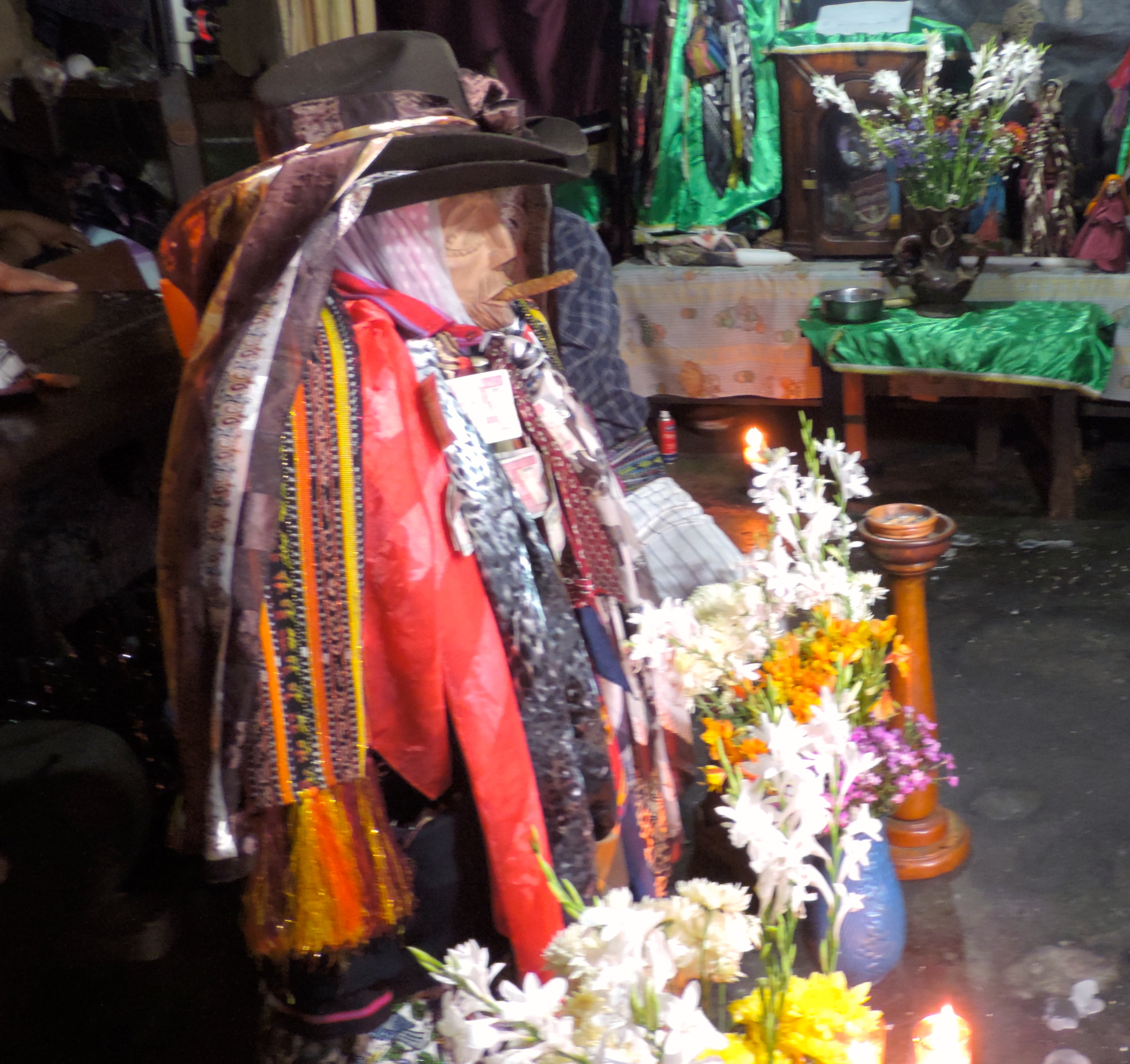
Der im Hochland von Guatemala verehrte „Heilige“ Maximón vereint indianische und kolonialzeitliche Glaubensvorstellungen.

Der Buddhismus beispielsweise ist offen für andere Lehren. Er verneint allerdings kategorisch die Existenz einer Seele (atma) und die Existenz einer Persönlichkeit (pudgala). Insbesondere in Nepal, Japan, Vietnam und China ist es üblich, nicht einer Religion „anzugehören“, sondern verschiedene Religionen und Lehren (Buddhismus, Hinduismus, Daoismus, Konfuzianismus, Shintō) nach eigener Vorstellung zu mischen (vgl. Shinbutsu-Shūgō, Japanische Götter, Drei Lehren, Quanzhen-Daoismus). Auch werden deren Heiligtümer abwechselnd verehrt.
Durch die aggressive, eurozentrische Missionierung im Zeitalter der Kolonisierung kam es bei nahezu allen indigenen Völkern weltweit zur Vermischung von ethnischen und christlichen Glaubensinhalten und Praktiken. Der amerikanische Anthropologe Melville J. Herskovits bezeichnete die vordergründige Übernahme der katholischen Heiligenverehrung durch afrikanische Sklaven in Amerika und der Karibik als „synkretistische Kulte“, die in Wirklichkeit dazu genutzt wurden, die afrikanische Spiritualität zu tarnen. Aus dieser Verbindung entstanden die afroamerikanischen Religionen Candomblé, Macumba, María-Lionza, Obeah, Rastafari, Santería, Umbanda und Voodoo.
Synkretistische Kulte bilden sich häufig um die Verehrung eines Heiligen durch Mitglieder von zwei oder mehreren Religionsgemeinschaften. In Indien haben synkretistische Praktiken von Hindus und Muslimen eine lange, religiös fundierte Tradition, für welche besonders die Philosophie Kabirs (1440–1518) steht. Der aus einer Familie von Webern stammende und als Muslim erzogene Mystiker sprach sich für die Universalität der Religionen aus, deren einziger Unterschied letztlich der Name Gottes sei. Kabirs mystische Erfahrung und Gottesliebe beeinflusste die Bhakti-Bewegung und den Sikhismus. Zahlreiche heilige Stätten in Indien werden von Hindus und Muslimen verehrt. In Bengalen befolgen die Baul eine von religiösen Ritualen geprägte Lebensweise, die auf sufischen und hinduistischen Glaubenselementen basiert. Am Mausoleum des religiösen Dichters Manomohan Datta (1877–1909) im Distrikt Brahmanbaria im Osten von Bangladesch bringen Hindus und Muslime gleichermaßen Opfergaben dar und pflegen tägliche, wöchentliche und jährliche Rituale. Für Manomohan, der den Koran rezitierte, aber sich nicht als Muslim bezeichnete, war Religion universal und der Weg, um die letzte Wahrheit zu finden.
In Marokko gibt es eine religionsübergreifende Heiligenverehrung. Muslime verehren auch die Grabmale jüdischer Heiliger, die als gemeinsames religiöses Erbe wertgeschätzt werden. Beim auf eine schwarzafrikanische Tradition zurückgehenden, religiösen Derdeba-Ritual in Marokko können Muslime und Juden mitwirken.

### Abgrenzung zur Assimilation

Ein animistischer Ai To’os vor der Kirche von Maubisse (Osttimor)

Die heidnischen Kulte in den synkretistischen Glaubenswelten wurden häufig uminterpretiert. Hier ist der Begriff des Synkretismus nicht mehr ganz zutreffend und geht in Assimilation über. Die Uminterpretationen der religiösen Formen missionierter Völker erlaubten nicht die gleichzeitige (adäquate) Verehrung der vormals verehrten Götter, sondern nur die Praktizierung der traditionellen Riten unter neuer, christlicher Vorgabe.

### Sonderformen

#### Ägyptische Mythologie
In der Ägyptologie bezeichnet der Synkretismus die Verschmelzung verschiedener Götter zu einem neuen Ganzen. Dabei wurden auch Götter eroberter Völker verschmolzen und so in den ägyptischen Kult aufgenommen.

#### Neuheidentum (Wicca)
Eine moderne Bewegung in Europa, die vielfach synkretische Züge annimmt, ist Wicca als eine Hauptströmung des Neuheidentums, die Keltischen Neopaganismus mit den Philosophien der mystisch-magischen Bewegung des frühen 20. Jahrhunderts verbindet. Über Wicca wird u. a. auch eine Brücke zu Thelema und Theosophie geschaffen, deren Ziel es war, eine neue Religion aufzubauen. Bei Wicca sind römisch-katholische Elemente auszumachen, wie etwa die Übernahme der kirchlichen apostolischen Sukzession.

## Begriffsgeschichte

### Von Antike bis zum „synkretistischen Streit“
In der Antike ist der Begriff „συγκρητισμός“ bei Plutarch (ca. 50–125 n. Chr.) belegt. Er benennt damit eine Sitte der Kreter, trotz innerer Streitigkeiten im Falle einer äußeren Bedrohung zusammenzustehen.
In der frühen Neuzeit greift Erasmus von Rotterdam den Begriff Synkretismus auf und führt ihn in die philosophisch-theologischen Debatten ein. In Anknüpfung an Plutarch bezeichnet Erasmus mit Synkretismus ein Zusammengehen von Personen oder Parteien mit divergierender Auffassungen angesichts einer Gefährdung von außen.
In den christlich-theologischen Debatten der Folgezeit erhält der Synkretismus-Begriff eine zunehmend negative Bestimmung als „Verfälschung“, „Verwässerung“ und als „falscher Friede“ unter den christlichen Bekenntnissen, der eine behauptete „Reinheit“ der christlichen Lehre gefährdet (siehe „synkretistischer Streit“).

### Moderne Definitionen
Eine religionswissenschaftliche Diskussion mit dem Ziel einer Präzisierung des bisher diffusen und unscharfen Synkretismus-Begriffs entwickelte sich erst im 20. Jahrhundert. So sieht Gerardus van der Leeuw, einer der Hauptvertreter der Religionsphänomenologie, im Synkretismus eine notwendige Durchgangsstufe der Entwicklung einer jeden Religion, in deren Verlauf religiöse Phänomene zu einer endgültigen Gestalt zusammenwachsen. Nach Leeuw liegt das „Wesen“ des Synkretismus in der Bedeutungsverschiebung religiöser Erscheinungen, die die Dynamik religionsgeschichtlicher Entwicklungen ausmacht. Später sprachen sich Forscher wie der amerikanische Religionshistoriker und Orientalist Robert D. Baird generell gegen eine Verwendung des Synkretismusbegriffs in der Religionswissenschaft aus, da der Begriff als wissenschaftliche Kategorie zu allgemein und aufgrund seiner Historie negativ vorbelastet sei.
Der Berliner Religionswissenschaftler Carsten Colpe hat im Rahmen seiner Forschungen in den 1970er Jahren den Blick auf moderne Formen des Synkretismus gelenkt. Colpe entwirft eine Typologie von Synkretismus, die sich am Grad der Intensität von Verbindungen religiöser Phänomene zu einer neuen Form orientiert. Colpe schlägt als die drei Grade seiner Typologie Symbiose, Akkulturation und Identifikation vor.
Für den englischen Religionswissenschaftler Michael Pye ist Synkretismus Ausdruck der Dynamik religiöser Entwicklungen. Nach seiner Auffassung stellt temporäre Ambiguität der Bedeutung religiöser Elemente innerhalb eines religiösen Systems den Schlüssel zum Verständnis von Synkretismus dar.
Der Bayreuther Religionswissenschaftler Ulrich Berner hat ein sog. „heuristisches Modell der Synkretismus-Forschung“ entwickelt. Im Rahmen seines Modells wendet Berner den Systembegriff, den er von Thomas Luckmann übernommen hat, auf Religion an. Dies ermöglicht ihm, zwischen einen Synkretismus auf Systemebene – der Religion als ganzes System – und auf Elementebene, also auf der Ebene einzelner religiöser Elemente – zu differenzieren.
Als heuristische Mittel zur Synkretismusforschung schlägt Kurt Rudolph folgende Typen von Synkretismus vor, die er weitgehend von Colpe übernimmt:
- Symbiose: Verbindung von zwei oder mehr Traditionskomponenten zu einer neuen Einheit; auch im Sinne von „Zusammenleben“ äußerlich getrennter religiöser Traditionen, die von den Gläubigen als relative Einheit aufgefasst und von den Gläubigen für spezifische religiöse Bedürfnisse in Anspruch genommen werden; Beispiel Korea: am Sonntag Besuch eines christlichen Gottesdienstes, bei Krankheit die Inanspruchnahme eines sog. Schamanen.
- Assimilation: Anpassung an eine dominante religiöse oder kulturelle Tradition unter Aufgabe der eigenen Identität (ein Beispiel ist die Übernahme und Weiterführung von präexistierenden heiligen Orten, z. B. im Christentum)
- Identifikation: vor allem im Rahmen von Göttervorstellungen („Interpretatio Graeca“)
- Metamorphose: Umwandlung, Verwandlung, Transformation; (z. B. Schamanismus als Form alter Religiosität wird aufgegriffen als Leitmotiv studentischer Protestbewegung zum Ausdruck koreanischer Identität).[15]

### Neuere Religionswissenschaft und Begriffskritik
Gemäß Ulrich Berners systemtheoretischem Ansatz von Synkretismus als Assimilationsprozess zwischen homogen aufgefassten religiösen Systemen, gilt Synkretismus als ein „erklärungsbedürftiger Sonderfall“, d. h. normalerweise sind diese Systeme stabil, erst im Falle des Aufeinandertreffens kommt es zu synkretistischen Veränderungsprozessen. Tatsächlich aber sind Religionen keine geschlossenen homogenen Einheiten, sondern weisen erhebliche Inhomogenitäten auf, insbesondere im Hinblick auf ihre „soziale Schichtung“ von religiösem Expertentum und der breiten Masse der Anhänger: dies ist mit „punktuellen, teils umfassenderen Aneignungen von Vorstellungen und Praktiken aus anderen relig. Traditionen verbunden“ und hat „eine Vielzahl von unabhängig voneinander verlaufenden Fusions-, Aushandlungs- und Wandlungsprozessen“ zur Folge. Paul F. Knitter, Professor für Religionswissenschaft in New York, geht davon aus, dass nur aufgrund der Annahme, eine Religion verkörpere die absolute Wahrheit, der Synkretismus als Gegenstück beschrieben wird. Dadurch werde Synkretismus als Schimpfwort verwendet. Dabei präge der Synkretismus alle Religionen.
In der neueren religionswissenschaftlichen Forschung hat beispielsweise die Konzeptualisierung von Synkretismus als „Austauschprozesse“, die von unterschiedlichen Rahmenbedingungen mitbestimmt werden, das Bewusstsein für dynamische Verlaufsformen nachhaltig geschärft. Synkretismus ist „seither nicht mehr als problematischer Sonderfall einer ansonsten von relativer Stabilität geprägten Religionsgesch[ichte] aufzufassen, sondern als Regelfall stetiger komplexer Aushandlungsdiskurse in gleichermaßen von relig., polit., wirtschaftl. und sonstigen kulturellen Faktoren bestimmten Konstellationen“. Charles Stewart und Rosalind Shaw legen in ihrer Monographie zum Synkretismus-Begriff den Fokus auf den Einfluss von Machtstrukturen und Interessenlage. Für sie ist Synkretismus eine geeignete Kategorie, um zum einen die politische Dimension synkretistische Prozesse („the politics of religious synthesis“) und zum anderen die Diskurse über Synkretismus im Hinblick auf die gesellschaftlichen Akteure und die von ihnen verfolgten Interessen zu untersuchen. So kann religiöser Synkretismus in machtpolitischer Perspektive als Ausdruck antikolonialer Resistenz wie auch als Instrument der Dominanz von religiösen Gruppen in multikulturellen Gesellschaften angesehen werden.